# Dypsis utilis
Dypsis utilis (лат.) — вид рода Дипсис (Dypsis) семейства Пальмовые (Arecaceae).

## Распространение
Вид распространён только на Мадагаскаре. Находится под угрозой уничтожения среды обитания.